# Molla Mallory
Anna Margrethe "Molla" Bjurstedt Mallory (6 de marzo de 1884 en Oslo – 22 de noviembre de 1959 en Estocolmo) fue una tenista noruega, nacionalizada estadounidense. Es la más laureada en el Abierto de los Estados Unidos con 8 títulos.

## Carrera como tenista
Aunque ganó una medalla de bronce singles para Noruega en los Juegos Olímpicos de Estocolmo 1912, y fue campeona múltiple de su tierra natal, Mallory era relativamente desconocida cuando llegó a la ciudad de Nueva York para trabajar como masajista en 1915. Ella entró al U.S. Indoor Championships ese año sin anunciarse y derrotó a la tres veces campeona defensora Marie Wagner 6–4, 6–4, lo cual fue el primero de sus títulos en singles en ese torneo. También ganó el título en el Masters de Cincinnati en 1912.
Mallory tenía más limitaciones que la mayoría de los campeones en tenis, pero la robusta mujer noruega, hija de un oficial del ejército, fue una fiera competidora, corriendo con una ilimitada resistencia. Robert (Bob) Kelleher, un anterior presidente de la United States Tennis Association (USTA) y un recogepelotas durante la era de Mallory, dijo una vez: «Ella lucía y actuaba rudo cuando estaba en la cancha golpeando pelotas de tenis. Ella caminaba alrededor de tal manera que mejor mirabas a otro lado o ella te derribaría. Ella fue una indomable luchadora y corredora. Ella fue una guerrera».
Ella fue una jugadora de la vieja escuela. Sostuvo que una mujer no podría mantener un ataque de voleas en un juego largo. «No conozco una sola chica que pueda jugar el juego de red». Por tanto, ella confiaba en su juego de base, consistente de fuertes ataques de derecha y una defensa incesante que desgastaba a sus oponentes. Ella tomaba la bola en la subida y la llevaba de esquina a esquina para mantener a su oponente en una constante carrera. Sus rápidos regresos hicieron sus tiros de pase extremadamente efectivos. Ella dijo una vez: «Encuentro que las chicas generalmente no golpean la pelota tan duro como debieran. Yo creo en golpear siempre la bola con toda mi fuerza, pero parece haber una disposición para "solo pasarla" en muchas chicas con las que he jugado. Yo no llamo tenis a esto».
Su segundo partido de octavos con Suzanne Lenglen en el U.S. Championships en 1921 llevó a Mallory a su mayor celebridad.  Antes del encuentro, Bill Tilden aconsejó a Mallory «golpear la cubierta de la pelota». Una vez que el encuentro comenzó, Mallory «atacó con una venganza» y se fue adelante 2–0 (40-0) cuando Lenglen comenzó a toser. Mallory ganó el primer set 6–2 y estaba arriba 40-0 en el servicio de Lenglen en el primer juego del segundo set cuando Lenglen comenzó a llorar y caminó hacia el umpire y le informó que estaba enferma y no podía continuar. Este encuentro se encuentra entre los dramas más sensacionales jamás ocurridos en una cancha de tenis. Después del encuentro, la USTA acusó a Lenglen de fingir enfermedad. La Federación Francesa de Tenis (FTF) exoneró a Lenglen y aceptó su testimonio (y el de un doctor) de que había estado enferma. Sin embargo, Albert de Joannis, vicepresidente de la FTF quien acompañó a Lenglen durante su viaje a los Estados Unidos, renunció a su cargo en protesta de la conclusión de la FTF. Él aseguró que Lenglen estaba «perfectamente en forma» durante el juego, y que «ella fue derrotada por una jugadora quien en esa fecha mostró una mejor calidad de tenis».
Lenglen se vengó de la derrota venciendo a Mallory 6–2, 6–0 en 35 minutos en la final del Campeonato de Wimbledon de 1922, siendo aún la marca del juego más rápido en majors.[cita requerida] Lenglen según se informa dijo a Mallory después del juego: «Ahora, Sra. Mallory, le he probado a usted hoy lo que yo podría haberle hecho a usted en Nueva York el año pasado», a lo cual Mallory replicó: «Mademoiselle Lenglen, usted me ha hecho hoy lo que yo le hice a usted en Nueva York el año pasado; me ha derrotado». Sin embargo, Kathleen McKane Godfree ha dicho que Lenglen negó este intercambio de palabras.[cita requerida] Lenglen afirmó que ella simplemente dijo «gracias» a Mallory y tosió muy sugestivamente detrás de una mano en alto. Esto fue para recordar a Mallory que ella - Lenglen - había de hecho tenido tos ferina en su duelo en Nueva York el año pasado. Las dos jugaron por última vez ese verano en Niza, Francia, con Lenglen ganando 6–0, 6–0. Esto completó la rivalidad cara a cara entre las jugadoras, con Lenglen ganando su primer juego en el World Hard Court Championships de 1921 por 6–3, 6–2, después del cual Mallory dijo sobre Lenglen: «Ella es solamente la jugadora más constante que siempre fue. Ella solo me mandó de vuelta lo que sea que yo le mandé a ella y esperó que yo cometiera una falta. Y sus regresos frecuentemente fueron más duros que los tiros que yo le mandé a ella».
Mallory ganó el título de singles en el U.S. Championships ocho veces en quince intentos, con el último de sus títulos ocurriendo a la edad de 42 años en 1926. Su peor resultado fue una derrota en cuartos de final en 1927 a la edad de 43. En 1926, Mallory tuvo uno de los puntos más altos de su carrera cuando regresó de un 0–4 en el tercer set de la final contra Elizabeth Ryan, ahorrando un punto de partido al ganar su octavo campeonato. Su despedida del U.S. Championships fue como una semifinalista de 45 años en 1929, perdiendo con Helen Wills Moody 6–0, 6–0. Mallory es la única mujer aparte de Chris Evert en haber ganado el U.S. Championships cuatro veces consecutivas.
De acuerdo a Wallis Myers de The Daily Telegraph y el Daily Mail, Mallory estuvo entre las mejores diez del mundo desde 1921 (cuando comenzaron los rankings) hasta 1927, alcanzando un tope de carrera como número 2 del mundo en aquellos rankings en 1921 y 1922. Ella estuvo clasificada en la lista de las diez mejores de Estados Unidos durante 13 años consecutivos, desde 1915 hasta 1928 (ningún ranking se emitió en 1917), y estuvo clasificada en lo más alto desde 1915 hasta 1922, así como en 1926.
Mallory fue inducida al Salón Internacional de la Fama del tenis en 1958.

## Finales de Grand Slam (23)

### Singles (11)
Mallory llegó a 12 finales de Grand Slam, enfrentando a 9 rivales diferentes: Hazel Hotchkiss Wightman, Louise Hammond Raymond, Marion Vanderhoef, Eleanor Goss, Marion Zinderstein Jessup, Mary Browne, Helen Wills Moody, Elizabeth Ryan, Suzanne Lenglen

#### Victorias (8)
| Año  | Campeonato             | Oponente en final         | Marcador en final |
| 1915 | U.S. Championships     | Hazel Hotchkiss Wightman  | 4–6, 6–2, 6–0     |
| 1916 | U.S. Championships (2) | Louise Hammond Raymond    | 6–0, 6–1          |
| 1917 | U.S. Championships (3) | Marion Vanderhoef         | 4–6, 6–0, 6–2     |
| 1918 | U.S. Championships (4) | Eleanor Goss              | 6–4, 6–3          |
| 1920 | U.S. Championships (5) | Marion Zinderstein Jessup | 6–3, 6–1          |
| 1921 | U.S. Championships (6) | Mary Browne               | 4–6, 6–4, 6–2     |
| 1922 | U.S. Championships (7) | Helen Wills Moody         | 6–3, 6–1          |
| 1926 | U.S. Championships (8) | Elizabeth Ryan            | 4–6, 6–4, 9–7     |

#### Subcampeonatos (3)
| Año  | Campeonato         | Oponente en final | Marcador en final |
| 1922 | Wimbledon          | Suzanne Lenglen   | 6–2, 6–0          |
| 1923 | U.S. Championships | Helen Wills Moody | 6–2, 6–1          |
| 1924 | U.S. Championships | Helen Wills Moody | 6–1, 6–3          |

### Dobles femenil (4)

#### Victorias (2)
| Año  | Campeonato         | Compañera      | Oponentes en final                 | Marcador en final |
| 1916 | U.S. Championships | Eleonora Sears | Louise Hammond Raymond Edna Wildey | 4–6, 6–2, 10–8    |
| 1917 | U.S. Championships | Eleanora Sears | Phyllis Walsh Mrs. Robert LeRoy    | 6–2, 6–4          |

#### Subcampeonatos (2)
| Año  | Campeonato         | Compañera        | Oponentes en final                     | Marcador en final |
| 1918 | U.S. Championships | Mrs. Johan Rogge | Eleanor Goss Marion Zinderstein Jessup | 7–5, 8–6          |
| 1922 | U.S. Championships | Edith Sigourney  | Helen Wills Moody Marion Jessup        | 6–4, 7–9, 6–3     |

### Dobles mixtos (8)

#### Victorias (3)
| Año  | Campeonato         | Compañero     | Oponentes en final               | Marcador en final |
| 1917 | U.S. Championships | Irving Wright | Bill Tilden Florence Ballin      | 10–12, 6–1, 6–3   |
| 1922 | U.S. Championships | Bill Tilden   | Howard Kinsey Helen Wills Moody  | 6–4, 6–3          |
| 1923 | U.S. Championships | Bill Tilden   | John Hawkes Kitty McKane Godfree | 6–3, 2–6, 10–8    |

#### Subcampeonatos (5)
| Año  | Campeonato         | Compañero      | Oponentes en final                       | Marcador en final |
| 1915 | U.S. Championships | Irving Wright  | Harry Johnson Hazel Hotchkiss Wightman   | 6–0, 6–1          |
| 1918 | U.S. Championships | Fred Alexander | Irving Wright Hazel Hotchkiss Wightman   | 6–2, 6–3          |
| 1920 | U.S. Championships | Craig Biddle   | Wallace Johnson Hazel Hotchkiss Wightman | 6–4, 6–3          |
| 1921 | U.S. Championships | Bill Tilden    | Bill Johnston Mary Browne                | 3–6, 6–4, 6–3     |
| 1924 | U.S. Championships | Bill Tilden    | Vincent Richards Helen Wills Moody       | 6–8, 7–5, 6–0     |

## Línea de tiempo de torneos singles de Grand Slam
| Torneo                   | 1909  | 1910  | 1911  | 1912  | 1913  | 1914  | 1915  | 1916  | 1917  | 1918  | 1919  | 1920  | 1921  | 1922  | 1923  | 1924  | 1925  | 1926  | 1927  | 1928  | 1929  | SR de carrera |
| ------------------------ | ----- | ----- | ----- | ----- | ----- | ----- | ----- | ----- | ----- | ----- | ----- | ----- | ----- | ----- | ----- | ----- | ----- | ----- | ----- | ----- | ----- | ------------- |
| Australian Championships | NH    | NH    | NH    | NH    | NH    | NH    | NH    | NH    | NH    | NH    | NH    | NH    | NH    | A     | A     | A     | A     | A     | A     | A     | A     | 0 / 0         |
| French Championships1    | R     | R     | R     | A     | A     | A     | NH    | NH    | NH    | NH    | NH    | A     | F     | A     | A     | NH    | A     | A     | A     | 2R    | A     | 0 / 2         |
| Wimbledon                | 2R    | A     | A     | A     | A     | A     | NH    | NH    | NH    | NH    | A     | SF    | QF    | F     | QF    | 2R    | A     | SF    | 3R    | 1R    | 3R    | 0 / 10        |
| U.S. Championships       | A     | A     | A     | A     | A     | A     | W     | W     | W     | W     | SF    | W     | W     | W     | F     | F     | SF    | W     | QF    | SF    | SF    | 8 / 15        |
| SR                       | 0 / 1 | 0 / 0 | 0 / 0 | 0 / 0 | 0 / 0 | 0 / 0 | 1 / 1 | 1 / 1 | 1 / 1 | 1 / 1 | 0 / 1 | 1 / 2 | 1 / 3 | 1 / 2 | 0 / 2 | 0 / 2 | 0 / 1 | 1 / 2 | 0 / 2 | 0 / 3 | 0 / 2 | 8 / 27        |

NH = torneo no realizado.
R = torneo restringido a franceses.
A = no participó en el torneo.
SR = relación del número de torneos singles de Grand Slam ganados respecto al número de torneos jugados.
1R, 2R, 3R = primera, segunda y tercera ronda.
QF, SF, F = cuartos de final, semifinalista y finalista.
W = campeona del torneo.
1En 1923, el French Championships estuvo abierto únicamente a jugadores franceses. El World Hard Court Championships (WHCC), actualmente jugado en arcilla en París o Bruselas, comenzó en 1912 y estuvo abierto a todas las nacionalidades. Los resultados de ese torneo se muestran desde 1912 hasta 1914 y desde 1920 hasta 1923. Los Juegos Olímpicos reemplazaron al WHCC en 1924, ya que fueron realizados en París. Comenzando en 1925, el French Championships estuvo abierto a todas las nacionalidades, con los resultados mostrados aquí comenzando con ese año.